# Heinrich Sutermeister

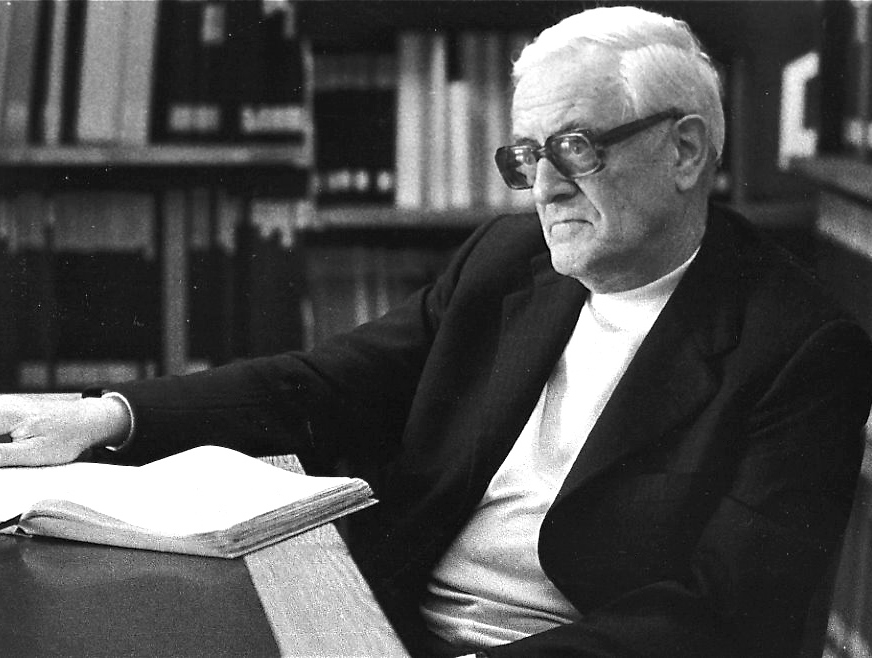
Heinrich Sutermeister, 1982.

Heinrich Sutermeister, född 12 augusti 1910 i Feuerthalen, Schweiz, död 16 mars 1995 i Vaux-sur-Morges, Schweiz, var en schweizisk kompositör.

## Biografi
Sutermeister kom från en reformert prästgård i hemstaden Zofingen och var son till författaren Otto Sutermeister och dennes hustru Marie Hunziker. Han gjorde redan där 1925-28 sina första försök till komposition. Efter att ha gått i läroverket i Basel, studerade han historia och filologi och tyska studier och romanska studier vid universitetet i Basel och Paris. År 1929 och 1930 blev han bekant med verk av Claude Debussy och Arthur Honegger. Detta tillsammans med hans filosofistudier vid Sorbonne, och slutligen en skriftväxling med Walter Courvoisier i München ledde honom till att helt ägna sig åt musiken.
Under tidigt 1930-tal studerade han vid Musikhögskolan i München där Carl Orff var hans lärare och denne kom att utöva ett starkt inflytande på hans musik. Återkommen till Schweiz i mitten av 1930-talet ägnade han sitt liv åt komposition. Från år 1963 hade han också en tjänst som professor vid Musikhögskolan i Hannover.
Sutermeister skrev några verk för radion, som börjar med Die schwarze Spinne 1936, innan han senare övergick till att skriva TV-opera. Hans mest framgångsrika verk för scenen var Romeo und Julia, premiär i Dresden 1940 under dirigenten Karl Böhm. Han skrev även kammarmusik och orkesterverk. I Stockholm hade både operan Raskolnikoff (1948) och  baletten Den röda stöveln (1951) urpremiär.

## Verk i urval

### Verk för scen, radio och TV
- Die schwarze Spinne, radioopera, 1936,
- Romeo und Julia, opera, 1940,
- Die Zauberinsel, opera, 1942,
- Raskolnikoff, opera, 1948,
- Der rote Stiefel, balett, 1951,
- Le Théâtre du monde, opera, 1957,
- Seraphine, TV-opera, 1959,
- Das Gespenst von Canterville, TV-opera, 1964,
- Madame Bovary, opera, 1967,
- Das Flaschenteufel, TV-opera, 1971,
- Le roi Bérenger, opera, 1985.

### Konserter, kammarmusik och religiös musik
- 1. Piano Concerto ,1943,
- Capriccio för soloklarinett i A, 1947,
- Die Alpen, fantasi på schweiziska folksånger, 1948,
- Gavotte de Consert för trumpet och piano, 1950,
- 2. Piano Conserto  1953,
- Missa da Requiem, 1952-1953,
- 1. Cello Concerto, 1954-1955,
- 3. Piano Concerto, 1961-1962,
- Poème funebre - En mémoire de Paul Hindemith för stråkorkester, 1965,
- Omnia ad Unum, kantat, 1965-1966,
- 2. Cello Concerto 1971,
- Te Deum, 1975,
- Klarinett Concerto, 1975-1976,
- Consolatio Philosophiae, 'Scène dramatique', 1979.